# Реакція приєднання
Реакція приєднання (англ. Addition reaction) — органічна реакція, коли дві або більше молекул об'єднуються, утворюючи більшу (аддукт).
Реакції приєднання обмежені хімічними сполуками, які мають кратні зв'язки, такі як молекули з подвійними зв'язками типу вуглець–вуглець (алкени) або з потрійними зв'язками (алкіни), а також сполуками, які мають кільця, які також вважаються точками ненасичення. Молекули, що містять подвійні вуглець-гетероатомні зв'язки, такі як карбонільна група (C=O), або іміни (C=N), можуть піддаватися додаванню, оскільки вони також мають характер подвійних зв'язків.
Реакція приєднання є зворотною до реакції елімінування (відщеплення). Наприклад, гідратація алкену до спирту змінюється шляхом дегідратації.

## Класифікація

Загальний огляд реакцій приєднання. Зверху вниз:
- електрофільне приєднання до алкену,
- нуклеофільне приєднання нуклеофілу до карбонілу,
- вільнорадикальне приєднання галогеніду до алкену

Існує два основних типи реакцій полярного приєднання: електрофільне приєднання та нуклеофільне приєднання. Існують також дві неполярні реакції приєднання, які називаються вільнорадикальним приєднанням і циклоприєднанням.
Реакції приєднання також зустрічаються в полімеризації і називаються поліприєднанням.
Залежно від структури продукту реакції, він може негайно реагувати далі, викидаючи відхідну групу, утворюючи послідовність реакції додавання-усунення.

## Застосування
Реакції приєднання корисні в аналітичній хімії, оскільки вони можуть ідентифікувати існування та кількість подвійних зв'язків у молекулі. Наприклад, додавання брому споживає розчин брому, що призводить до зміни кольору:
{\displaystyle {\ce {RR'C=CR''R'''+Br2->[{} \atop {\ce {CCl4}}]RR'CBr-BrCR''R'''}}}
Подібним чином приєднання водню часто відбувається на всіх подвійних зв'язках молекули, і таким чином дає кількість подвійних і потрійних зв'язків через стехіометрію:
{\displaystyle {\ce {{(H2C=CH)2}+2H2->[{} \atop {\ce {Pt}}/{\ce {Pd}}](H3C-CH2)2}}}